# À vos souhaits
 (juillet 2021).
Si vous disposez d'ouvrages ou d'articles de référence ou si vous connaissez des sites web de qualité traitant du thème abordé ici, merci de compléter l'article en donnant les références utiles à sa vérifiabilité et en les liant à la section « Notes et références ».
À vos souhaits est une pièce de Pierre Chesnot représentée pour la première fois à la Comédie des Champs-Elysées en 1976 avec Bernard Blier.

## Synopsis
Stéphane Boissière, un riche romancier octogénaire est terrassé chez lui par une crise cardiaque. Un célèbre chirurgien, qui est aussi son voisin, a constaté la mort et signé le certificat de décès.  
Pour sa fille et son gendre, un aigrefin menacé de prison, cette mort est providentielle. C'est aussi une bonne nouvelle pour sa jeune épouse qui doit payer les dettes de jeu de son gigolo. Le décès est annoncé a la presse et les pompes funèbres convoqués.
Mais le mort revient peu à peu à la vie, plongeant dans l'embarras les héritiers potentiels et le signataire du certificat de décès. Seule la bonne se réjouit de cette résurrection...

## Fiche technique
- Auteur : Pierre Chesnot
- Mise en scène : Luq Hamet
- Décors : Claude Pierson
- Musique originale : Christian Germain
- Capture de la représentation : Antoine Galey

## Distribution

### Représentation à l'espace culturel de Villeneuve-le-Roi en 2018
- Bernard Menez : Ludovic Méricourt, le gendre
- Amandine Noworita : l'épouse de Stéphane Boissière
- Philippe Roulier : Michel Garraud, le chirurgien
- Vincent Azé : Maréchal, le banquier
- Jeremy Bardeau
- Florence Brunold : la fille adoptive de Stéphane Boissière
- Gwendola De Luze : Louise, la bonne
- Didier Forest : l'employé des pompes funèbres
- Nadège Lacroix

## Représentations
- 1991 : À vos souhaits, mise en scène de Francis Joffo, avec Roger Pierre, Théâtre Antoine[1]